# Llaueta de Font d'Ou
La llaueta de Font d'Ou és una petita llau del terme de Conca de Dalt, al Pallars Jussà, dins del seu antic terme de Toralla i Serradell, a l'àmbit del poble de Toralla.
Es forma al nord-est de la Font d'Ou, a la partida del mateix nom, al nord de la Cabana de la Font d'Ou, al nord-oest de la partida de lo Balessar i a migdia del Seix Curt.